# Santa Terezinha (Santa Catarina)
Santa Terezinha es un municipio brasileño del estado de Santa Catarina. Tiene una población estimada al 2022 de 8 066 habitantes. Forma parte de la Región metropolitana del Alto Valle de Itajaí.

## Historia
Su historia esta ligada a la del municipio de Rio Negro de Paraná, cuando en 1890 enviaron una expedición a colonizar el sur de la ciudad. Estos colonos, de origen polaco, alemán y eslavo, fundaron Itaiópolis y Santa Terezinha. Durante su colonización, se enfrentaron al pueblo de los Botocudos, indígenas del lugar.
Se formó como distrito de Mafra en 1917, tras los acuerdos entre Paraná y Santa Catarina. Luego pasó a ser distrito de Itaiópolis en 1982. Se emancipó como municipio en 1991.